# Spelaeoglomeris racovitzae
Spelaeoglomeris racovitzae är en mångfotingart som beskrevs av Filippo Silvestri. Spelaeoglomeris racovitzae ingår i släktet Spelaeoglomeris och familjen klotdubbelfotingar. Inga underarter finns listade i Catalogue of Life.